# C/2004 S1 Van Ness
La cometa Van Ness, formalmente C/2004 S1 (Van Ness), è una cometa non periodica. È la seconda cometa scoperta da Michael E. Van Ness. Unica particolarità è di avere una piccola MOID con il pianeta Marte.